# Tjeckoslovakien i olympiska vinterspelen 1924
Tjeckoslovakien deltog i olympiska vinterspelen 1924. Tjeckoslovakiens trupp bestod av 27 idrottare, alla var män. Den äldsta idrottaren i truppen var Josef Maleček (20 år, 225 dagar) och den yngsta var Otakar Vindyš (39 år, 293 dagar).

## Resultat

### Backhoppning
- Normal backe herrar
  - Franz Wende - 10
  - Karel Koldovský - 20
  - Josef Bím - 26

### Ishockey
- Herrarnas turnering
  - Jaroslav Stránský, Jaroslav Řezáč, Otakar Vindyš, Vilém Loos, Josef Šroubek, Jaroslav Jirkovský, Josef Maleček, Jan Fleischmann, Miloslav Fleischmann, Jan Palouš, Jan Krásl - 5

### Längdskidåkning
- 18 km herrar
  - Štěpán Hevák - 17
  - Anton Gottstein - 18
  - Václav Jón - 23
  - František Hák - 24
- 50 km herrar
  - Štěpán Hevák - 12
  - Anton Gottstein - 14
  - Josef Německý - 17
  - Oldřich Kolář - 19

### Konståkning
- Singel herrar
  - Josef Slíva - 4

### Militärpatrull
- Lag herrar
  - Bohuslav Josífek, Jan Mittlöhner, Josef Bím, Karel Buchta - 4

### Nordisk kombination
- Individuell herrar
  - Josef Adolf - 6
  - Walter Buchberger - 7
  - Josef Bím - 13
  - Otakar Německý - ?